# Международная премия Ибсена
Международная премия Ибсена (англ. The International Ibsen Award) — премия, утверждённая в 2007 году норвежским правительством и вручаемая отдельным деятелям, организациям или учреждениям за выдающийся вклад в духе Генрика Ибсена.
Сумма премии — 2,5 миллиона норвежских крон (что эквивалентно 300 000 евро или 500 000 долларов). Первым её лауреатом стал английский режиссёр Питер Брук, получивший награду во время Ибсеновского фестиваля в Норвежском национальном театре 31 августа 2008 года.

## Лауреаты
- 2008 — Питер Брук
- 2009 — Ариана Мнушкина[1]
- 2010 — Юн Фоссе
- 2012 — Хайнер Геббельс
- 2014 — Петер Хандке
- 2016 — Forced Entertainment[англ.]
- 2018 — Christoph Marthaler[англ.]